# Sanka (wieś)
Sanka (dawniej Sosnka) – wieś w Polsce, położona w województwie małopolskim, w powiecie krakowskim, w gminie Krzeszowice.
W latach 1975–1998 miejscowość administracyjnie należała do województwa krakowskiego.
Miejscowość graniczy z: Zalasem, Frywałdem, Baczynem, Czułówem, Rybną oraz – przez las Orley – z Porębą Żegoty.

## Integralne części wsi
| SIMC    | Nazwa     | Rodzaj     |
| ------- | --------- | ---------- |
| 0324719 | Bór       | przysiółek |
| 0324725 | Głuchówki | przysiółek |

## Historia
Sanka zwana była dawniej Sosnka; pierwsza wzmianka o wsi pochodzi z 1269 roku. W latach 1581–1625, z inicjatywy ówczesnego właściciela wsi Adama Świerczewskiego, miejscowy kościół był zborem kalwińskim. W 1791 roku liczyła 355 mieszkańców.
Przez miejscowość przebiega Małopolska Droga św. Jakuba wpisana na listę UNESCO.

## Zabytki
Obiekt wpisany do rejestru zabytków nieruchomych województwa małopolskiego.
- Kościół parafialny pw. św. Jakuba Apostoła, ogrodzenie z 4 kapliczkami.

## Inne zabytki
- Ruiny dworu otoczone starymi drzewami wpisanymi do rejestru pomników przyrody.

## Galeria zdjęć

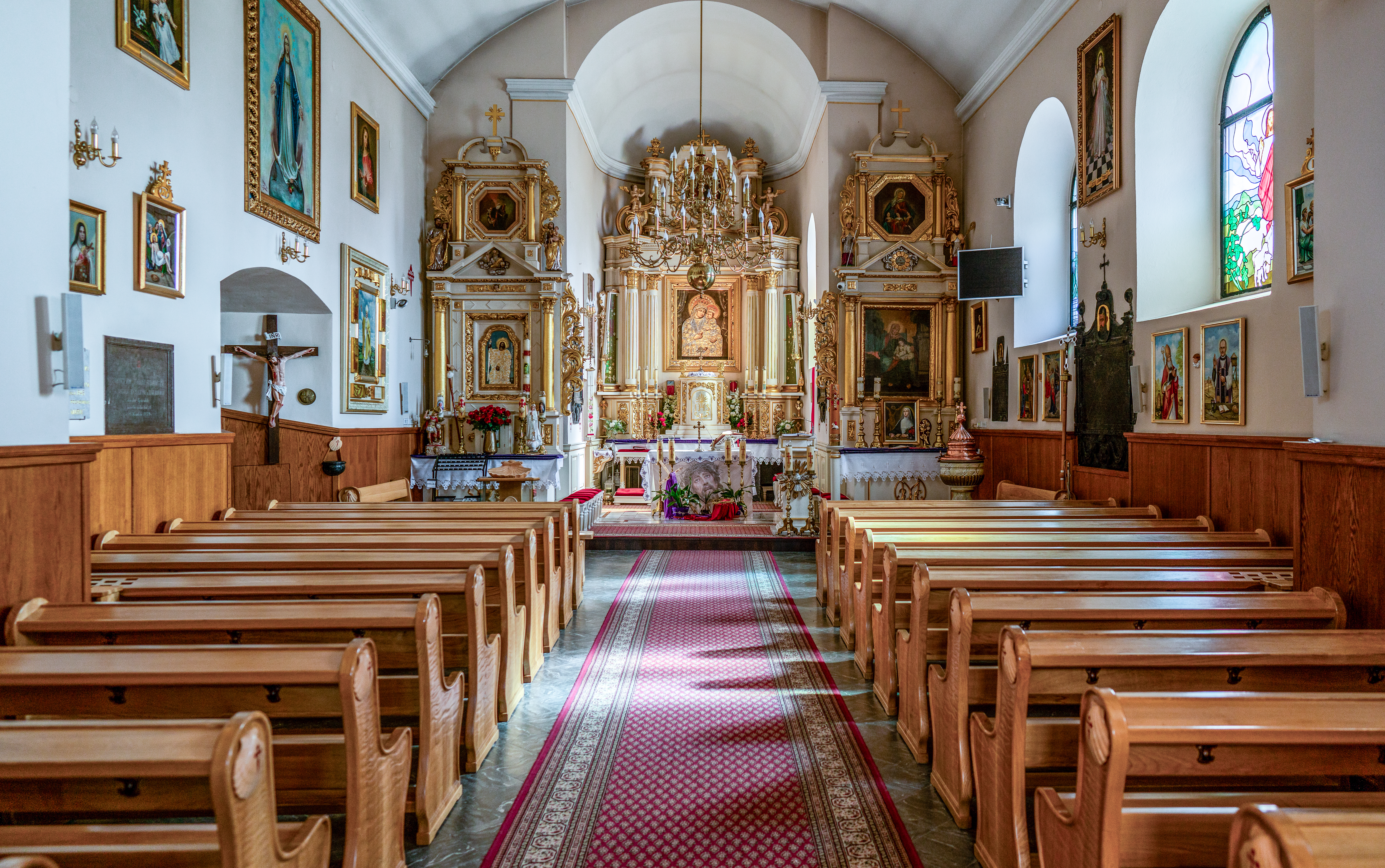
Kościół
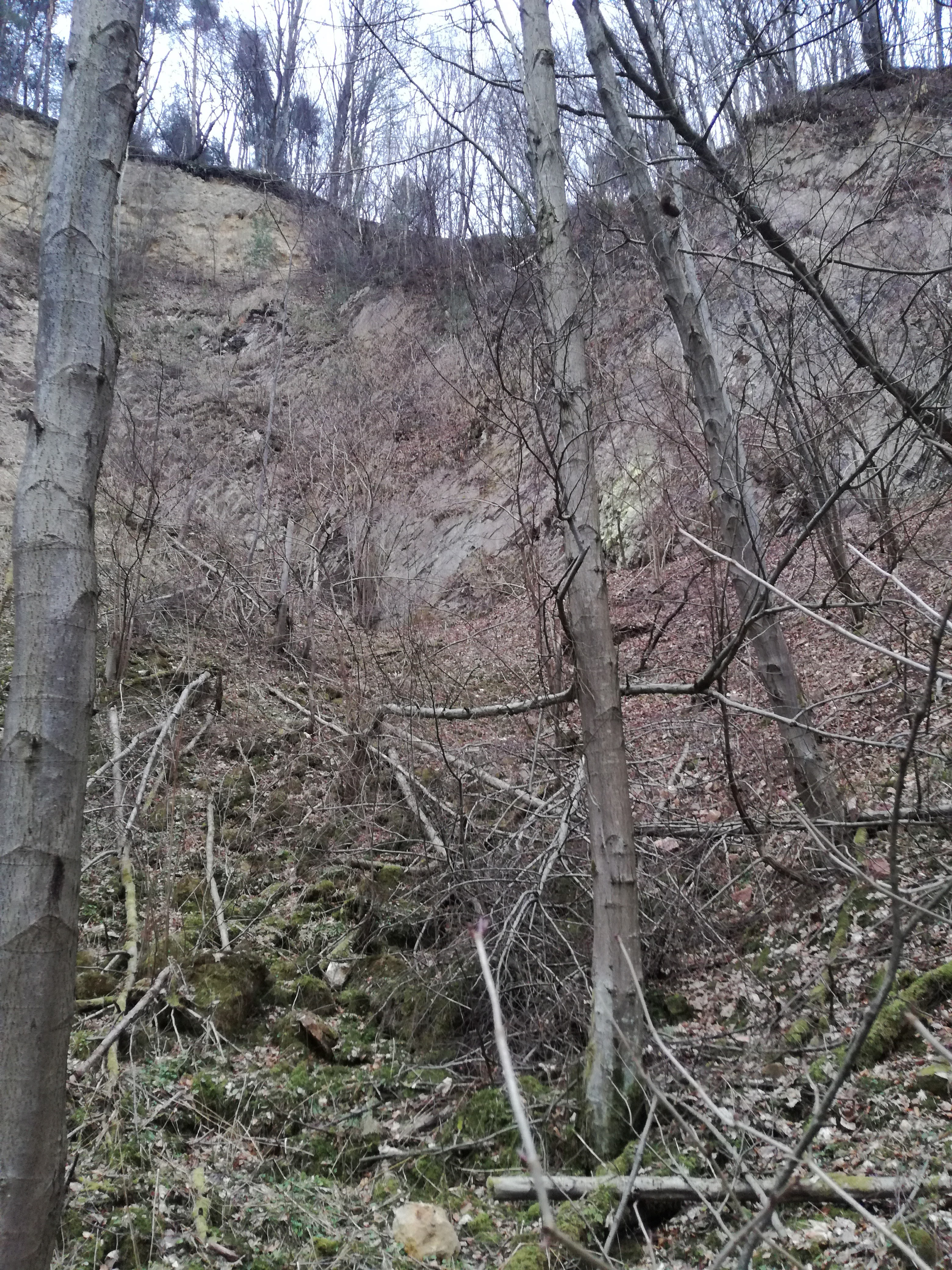
Wyrobisko po kamieniołomie porfiru Orlej na Głuchówkach
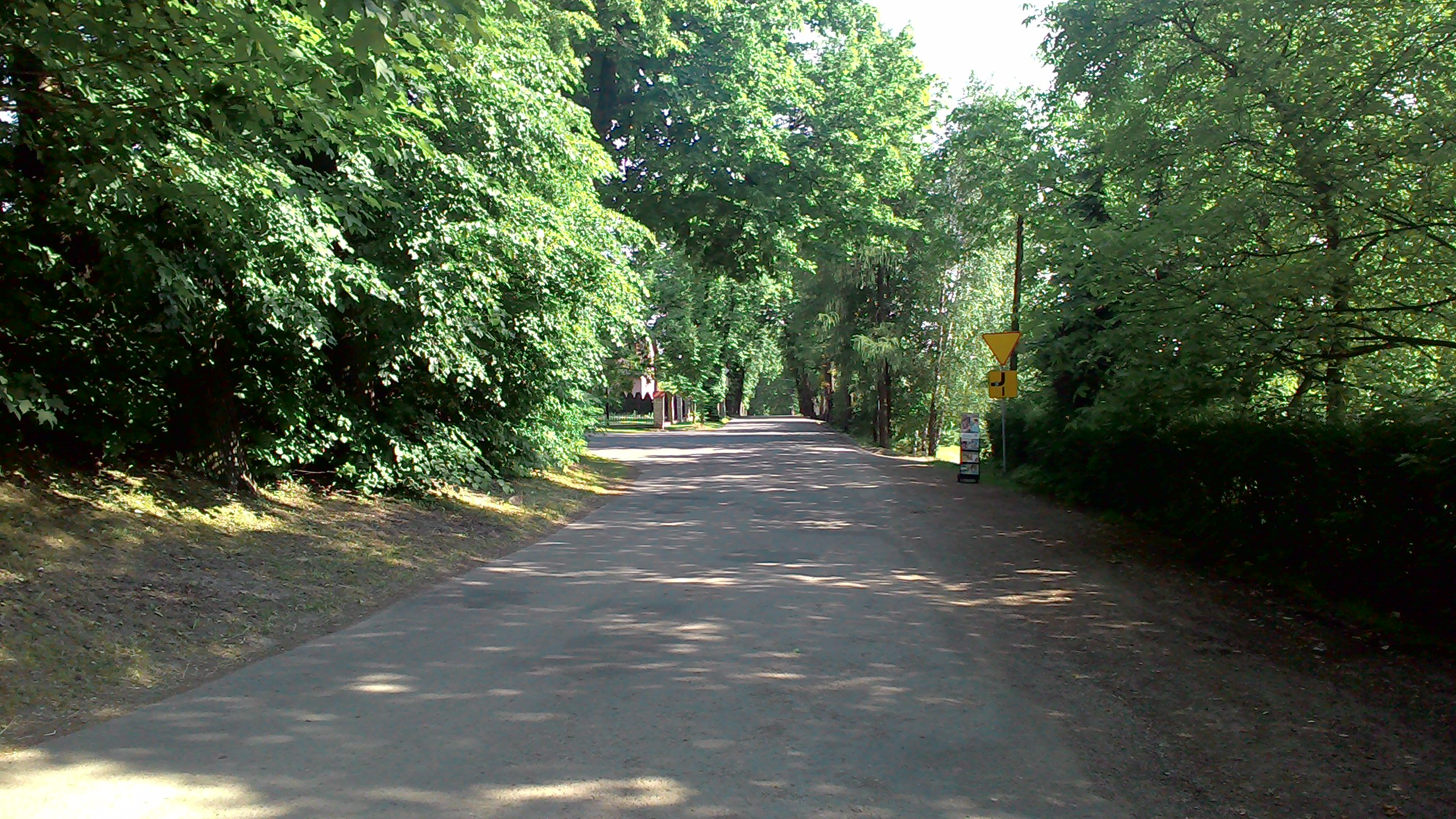
Aleja dworska

## Infrastruktura i położenie
We wsi mieści się szkoła podstawowa, remiza OSP, Parafialny Klub Sportowy Sankowia (istnieje od 1998 r.), gospodarstwo rolnicze „Agrokompleks”. W zachodnim przysiółku Głuchówki na szczycie wzgórza Wielka Góra, który stanowi dobry punkt widokowy na Beskid Żywiecki z Babią Górą, stoi wieża nadajnikowa sieci Orange. Miejscowość sąsiaduje z rezerwatem przyrody Doliną Potoku Rudno.

## Pomniki przyrody
Dwa klony jawory i dąb szypułkowy (przy ogrodzeniu Sp-ni „Agrokompleks”); trzy lipy drobnolistne (przy drodze do kościoła); lipa drobnolistna, wiąz górski i lipa wielkolistna (w grupie przy boisku szkolnym) oraz trzy lipy drobnolistne (obok kościoła).

## Szlaki rowerowe
– z Krzeszowic przez Miękinię, Dolinę Kamienic, Wolę Filipowską, Puszczę Dulowską, Las Orley, rezerwat przyrody Dolina Potoku Rudno, Sankę, Dolinę Sanki i Niedźwiedzią Górę do Krzeszowic.